# Terocèfals
Els terocèfals (Therocephalia) constitueixen un subordre extint de teràpsids euteriodonts carnívors que visqueren des del Permià mitjà i superior fins al Triàsic.

## Taxonomia
Ordre Therapsida
- Subordre Therocephalia
  - Alopecorhinus
  -  ?Arnognathus
  - Gorynychus
  - Trochosuchus
  - Família Lycosuchidae
  - Família Pristerognathidae
  - Scylacosauria Van den Heever, 1994
    - Família Scylacosauridae
    - Infraordre Eutherocephalia Hopson i Barghusen, 1986
      - Família Akidnognathidae (= Annatherapsididae, Euchambersiidae, Moschorhinidae)
      - Família Hofmeyriidae
      - Família Whaitsiidae
      - Superfamília Baurioidea
        - Família Ictidosuchidae
        - Família Ictidosuchopsidae
        - Família Regisauridae
        - Família Lycideopsidae
        - Família Ericiolacertidae
          - Ericiolacerta
          - Silphedosuchus

        - Família Bauriidae
          - Subfamília Bauriinae
          - Subfamília Nothogomphodontinae